# Melrose (Wisconsin)
Melrose – miasto w Stanach Zjednoczonych, w stanie Wisconsin, w hrabstwie Jackson.